# Списак авио-компанија у Србији
Ово је листа авио-компанија које тренутно послују у Републици Србији. 

## Заказане авио-компаније
| Ваздушна линија | Слика | ИЦАО | ИАТА | Позивни знак | Започет рад | Аеродром              | Напомене |
| --------------- | ----- | ---- | ---- | ------------ | ----------- | --------------------- | -------- |
| Ер Србија       |       | ASL  | JU   | AIR SERBIA   | 2013.       | Аеродром Никола Тесла |          |

## Чартер авио-компаније
| Ваздушна линија | Слика | ИЦАО | ИАТА | Позивни знак    | Започет рад | Аеродром              | Напомене             |
| --------------- | ----- | ---- | ---- | --------------- | ----------- | --------------------- | -------------------- |
| Ер пинк         |       | PNK  |      | AIR PINK        | 2004.       | Аеродром Никола Тесла |                      |
| Авиолет         |       | ASL  |      |                 | 2014.       | Аеродром Никола Тесла | Подружница Ер Србије |
| Игл експрес     |       | EES  |      | EAGLE STAR      |             | Аеродром Никола Тесла |                      |
| Принц авијација |       | PNC  |      | PRINCE AVIATION | 1992.       | Аеродром Никола Тесла |                      |